# Annely Ojastu
Annely Ojastu (Tartu, 10 agosto 1960) è un'ex atleta paralimpica estone, affetta da sordità; ha partecipato ai Giochi olimpici silenziosi e ai Giochi paralimpici.

## Biografia
Affetta da sordità, ha frequentato le scuole speciali, diplomandosi nel 1979. La sua preparazione atletica è avvenuta sotto la guida della madre dapprima, quindi con Tiina Torop e Harry Seinberg. Gareggiando per l'Unione Sovietica ha partecipato ai Giochi olimpici silenziosi del 1981 e del 1989, in quest'ultima edizione stabilendo il record mondiale di categoria nel salto in alto.
Nel 1992, con la squadra dell'Estonia, ha gareggiato alle Paralimpiadi, ottenendo una medaglia d'argento; quattro anni dopo, ad Atlanta, ha conseguito l'oro nei 100 metri piani e l'argento nei 200 metri piani e nel salto in lungo. Ha tuttavia anche ottenuto l'oro nel salto in alto ai Giochi silenziosi del 1993 e del 1997.
Dal 1999 è insegnante di sport di bambini sordi e ipoacusici. Ha avuto vari ruoli nelle associazioni di sordi dell'Estonia, compreso quello di presidente nazionale. Annely Ojastu ha meritato vari onori, tra i quali l'elezione a Donna dell'Anno nel 1996.

## Palmarès
| Anno                                     | Manifestazione             | Sede         | Evento                | Risultato | Prestazione | Note |
| ---------------------------------------- | -------------------------- | ------------ | --------------------- | --------- | ----------- | ---- |
| In rappresentanza dell' Unione Sovietica |                            |              |                       |           |             |      |
| 1981                                     | Giochi olimpici silenziosi | Colonia      | Salto in alto         | 4ª        | 1,64 m      |      |
| 1981                                     | Giochi olimpici silenziosi | Colonia      | 4×100 m               | 4ª        | 49"51       |      |
| 1989                                     | Giochi olimpici silenziosi | Christchurch | Salto in alto         | Oro       | 1,74 m      |      |
| 1989                                     | Giochi olimpici silenziosi | Christchurch | Salto in lungo        | Oro       | 5,70 m      |      |
| 1989                                     | Giochi olimpici silenziosi | Christchurch | 4×100 m               | Bronzo    | 52"12       |      |
| 1989                                     | Giochi olimpici silenziosi | Christchurch | 4×400 m               | Bronzo    | 4'05"83     |      |
| In rappresentanza dell' Estonia          |                            |              |                       |           |             |      |
| 1992                                     | Giochi paralimpici         | Barcellona   | 100 m piani TS4       | Argento   | 13"11       |      |
| 1993                                     | Giochi olimpici silenziosi | Sofia        | Salto in alto         | Oro       | 1,70 m      |      |
| 1996                                     | Giochi paralimpici         | Atlanta      | 100 m piani T42-46    | Oro       | 12"78       |      |
| 1996                                     | Giochi paralimpici         | Atlanta      | 200 m piani T42-46    | Argento   | 26"26       |      |
| 1996                                     | Giochi paralimpici         | Atlanta      | Salto in lungo F42-46 | Argento   | 5,37 m      |      |
| 1997                                     | Giochi olimpici silenziosi | Copenaghen   | Salto in alto         | Oro       | 1,65 m      |      |